# 次登平措
次登平措（藏語：ཚེ་བརྟན་ཕུན་ཚིགས，威利转写：tshe brtan phun tshogs，1944年10月—2008年4月4日），男，藏族，西藏萨迦人，中华人民共和国政治人物，曾任中共西藏自治区党委组织部副部长、西藏自治区人事厅厅长，西藏自治区人大常委会副主任。